# Kendall Baisden
Kendall Baisden (* 5. März 1995 in Ann Arbor, Michigan) ist eine US-amerikanische Sprinterin, die sich auf den 400-Meter-Lauf spezialisiert hat.
Bei den Leichtathletik-Juniorenweltmeisterschaften 2014 in Eugene und bei den Panamerikanischen Spielen 2015 in Toronto siegte sie jeweils im Einzelbewerb und in der 4-mal-400-Meter-Staffel.

## Persönliche Bestzeiten
- 60 m (Halle): 7,39 s, 16. Januar 2015, Fayetteville
- 100 m: 11,55 s, 4. Juli 2010, Lisle
- 200 m: 22,80 s, 16. Mai 2015, Ames
  - Halle: 23,74 s, 6. Februar 2015, Albuquerque
- 400 m: 50,46 s, 18. Mai 2014,	Lubbock
  - Halle: 52,01 s, 15. März 2014, Albuquerque